# Point (baseball)
Pour les articles homonymes, voir point.

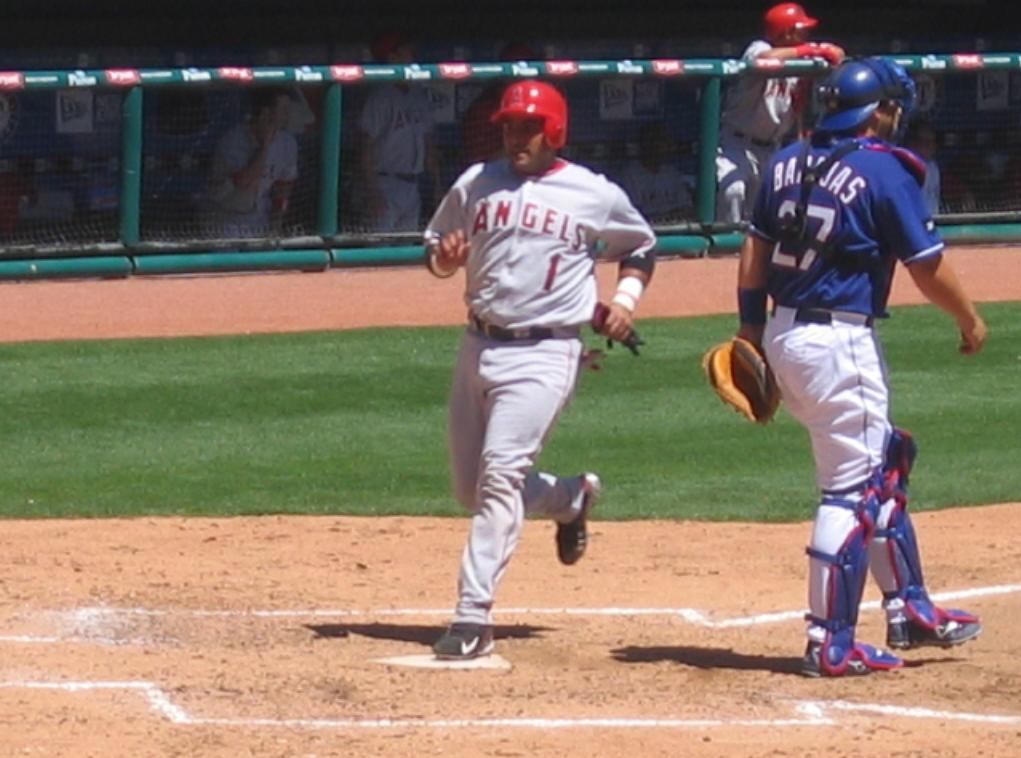
Bengie Molina touche au marbre pour marquer un point.

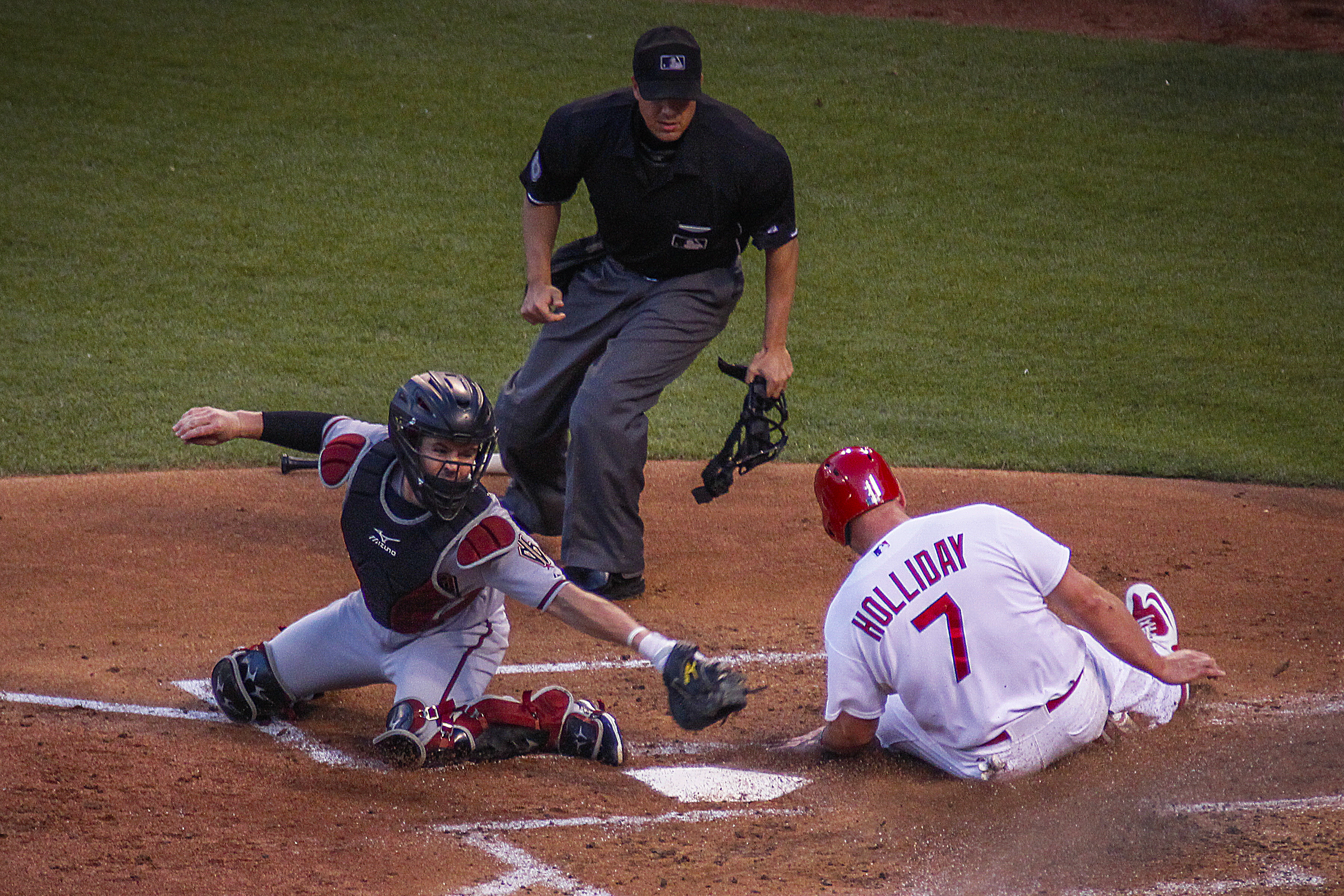
Matt Holliday (à droite) glisse sauf au marbre en évitant le gant du receveur (à gauche) pour marquer un point.

Au baseball, un point (abréviation R selon l'anglais Run) est marqué lorsqu'un batteur touche au quatrième but, appelé le marbre. Il y a plusieurs façons de marquer un point, le plus simple étant de frapper un coup de circuit pour lequel le joueur touche automatiquement aux quatre buts. Alternativement, si un joueur est présent sur les buts, il peut atteindre le marbre si un batteur frappe la balle en jeu. Ce dernier est crédité d'un point produit pour chaque coureur marquant un point.
Les lanceurs peuvent être chargés d'un point lorsque l'adversaire marque. Un point peut être non mérité (en anglais : unearned run) si un joueur en défensive fait une erreur. On peut calculer la moyenne de points mérités (abréviation ERA  selon l'anglais Earned Run Average) du lanceur en divisant le nombre de points mérités par le nombre de manches lancées puis en multipliant par neuf. Cette statistique permet la comparaison entre tous les lanceurs, même s'ils n'ont pas lancés neuf manches dans un match.

## Records des ligues majeures

### Frappeurs
- Points marqués en carrière : 2295 par Rickey Henderson (1979-2003)
- Points marqués en carrière (joueur actif) : 1919 par Alex Rodriguez (1994-2014)
- Points marqués en une saison : 196 par Billy Hamilton en 1898[1]
- Points marqués en une saison (après 1900) : 177 par Babe Ruth en 1921
- Points marqués en une partie : 7 par Guy Hecker en 1886
- Points marqués lors d'une Série mondiale : 10 par Reggie Jackson et Paul Molitor
- Points marqués en carrière lors des Séries mondiales : 42 par Mickey Mantle
- Points marqués lors d'un match de Série mondiale : 4 (9 joueurs)

### Équipes
- Points marqués par une équipe en une saison : 1220 par les Beaneaters de Boston en 1894
- Points marqués par une équipe en une saison (après 1900) : 1076 par les Yankees de New York en 1921

### Lanceurs
- Points permis en carrière : 3497 par Bobby Mathews (1871-1887)
- Points permis en carrière (après 1900) : 2337 par Phil Niekro (1964-1987)
- Points mérités en carrière : 2147 par Cy Young (1890-1911)
- Points mérités en carrière (après 1900) : 2012 par Phil Niekro (1964-1987)